# بوبي كولنز
بوبي كولنز (بالإنجليزية: Bobby Collins)‏ (مواليد 16 فبراير 1931) هو لاعب كرة قدم. يلعب مع منتخب اسكتلندا لكرة القدم. سبق له أن لعب في كأس العالم لكرة القدم مع منتخب بلاده.

## روابط خارجية
- بوبي كولنز على موقع الاتحاد الإسكتلندي (الإنجليزية)
- بوبي كولنز على موقع قاعدة بيانات كرة القدم.إي يو (الإنجليزية)
- بوبي كولنز على موقع ناشيونال فوتبول تيمز (الإنجليزية)
- بوبي كولنز على موقع عالم كرة القدم.نت (الإنجليزية)